# 狮山镇 (佛山市)
狮山镇是中国广东省佛山市南海区下辖的一个镇，位于南海区西部，2005年1月11日成立。辖区总面积256.09平方公里，是南海区面积最大的镇。常住人口15.4万人，外来人口14.5万人。2005年全镇国内生产总值161亿元人民币。2019中国百强乡镇第二名。
2013年3月15日，广东省民政厅批复同意撤销罗村街道办事处，将其行政区域并入狮山镇。同时，将大沥镇管辖的颜峰、横岗、兴贤、谭边、高边等5个社区居委会及其区域范围，划归狮山镇管辖。调整后，狮山镇总面积330.6平方公里，管辖27个社区居委会和42个村委会，镇政府驻博爱路10号（原狮山镇政府驻地）。

## 行政区划
狮山镇下辖以下地区：
罗湖社区、罗湖南社区、罗湖北社区、乐安社区、联星社区、联和社区、街边社区、沙坑社区、上柏社区、下柏社区、罗村社区、务庄社区、朗沙社区、芦塘社区、沙堤机场、狮城社区、永安社区、塘中社区、驿园社区、凤源社区、城北社区、七甫社区、江湄社区、小塘社区、联表社区、山南社区、石碣社区、官窑社区、唐边村、黄洞村、狮中村、狮北村、罗洞村、塱下村、华涌村、大涡塘村、穆院村、塘头村、白沙桥村、招大村、狮西村、狮岭村、狮南村、莲子塘村、洞边村、莲塘村、新境村、五星村、群岗村、象岭村、南浦村、石澎村、黎岗村、永安村、吴屋村、永和村、大榄村、刘边村、红星村、汀圃村、沙头村、新和村、凤岗村、显纲村、塘联村、万石村、显子岗村、龙头村、沙水村、石泉村、南海科技工业园松夏A区社区、南海科技工业园松夏C区社区、南海科技工业园南区社区、南海科技工业园北区社区、南海科技工业园核心区社区、三环西汽配园区社区、高边社区、兴贤社区、颜峰社区、谭边社区和横岗社区。

## 交通
- 贵广客运专线、南广铁路：佛山西站
- 佛山地铁3号线：佛山大学站、南海大学城站、博爱中路站、科盛路站、兴业东路站、佛山西站、罗村站、孝德东站、联和站

## 狮山大学城
辖区内有狮山大学城，由广东轻工职业技术大学（南海校区），华南师范大学（南海校区），广东东软学院，广东省石油化工职业技术学校四所大学组成。

## 风景
- 南海影视城